# Люрсен, Христиан
Христиан Люрсен (нем. Christian Luerssen; 6 мая 1843, Бремен — 28 июня 1916, Шарлоттенбург) — немецкий ботаник, с 1884 года профессор в Кёнигсбергском университете, известен своими работами по папоротникам.

## Труды
- «Zur Keimungsgeschichte der Osmundaceen» (Лейпциг, 1871, с 2 табл.),
- «Filices Graeffeanae» (ib., 1871, с 9 табл.),
- «Beiträge zur Entwickelungsgeschichte der Farnsporangien» (ib., 1872—73, с 7 табл.) и др.